# Takahatenamon
Takahatenamon (Takahatamani) ókori egyiptomi és núbiai királyné volt, a XXV. dinasztiához tartozó Piye fáraó lánya és Taharka fáraó felesége.
Egy Dzsebel Barkal-i templomi jelenetről ismert, melyen Taharka mögött áll; a fáraó Ámon-Rének és Mutnak áldoz. Említik Taharka fia, Neszisutefnut herceg és főpap karnaki szobrának talapzatán (ma Kairóban, az Egyiptomi Múzeumban).
George Andrew Reisner felvetette, hogy a királynéé lehet Nuri királyi temetőjében a 21. sír. A sírt azonban Szenkamaniszken idejére datálták, ami azt jelenti, hogy a királynénak hetvenes éveiben vagy még később kellett meghalnia, amennyiben ez tényleg az ő sírja.
Címei: A király felesége (ḥm.t-nỉswt), Nagy kegyben álló (wr.t-ḥzwt), Minden hölgy úrnője (ḥnwt ḥm.wt nb.wt), Örökös hercegnő (ỉrỉỉ.t-pˁt), A király nővére (sn.t-nỉswt).

## Fordítás
- Ez a szócikk részben vagy egészben  a   Takahatenamun című angol Wikipédia-szócikk ezen változatának fordításán alapul.  Az eredeti cikk szerkesztőit annak laptörténete sorolja fel. Ez a jelzés csupán a megfogalmazás eredetét és a szerzői jogokat jelzi, nem szolgál a cikkben szereplő információk forrásmegjelöléseként.